# Temnopleurus
Genre
Temnopleurus est un genre d'oursins (échinodermes) de la famille des Temnopleuridae.

## Caractéristiques
Ce sont de petits oursins réguliers, de forme plus ou moins hémisphérique, avec la bouche située au centre de la face inférieure (« face orale ») et l'anus à l'opposé (face dite « aborale »), légèrement excentré au sein de l'« appareil apical » situé au sommet de la coquille (appelée « test »).
Le test est de taille moyenne, avec un profil en dôme (voire subconique), et une paroi épaisse. 
Le disque apical est dicyclique, avec un périprocte subcirculaire à l'ouverture excentrique, et quelques plaques périproctales élargies. Les plaques génitales portent des tubercules formant un cercle autour du périprocte. 
Les plaques ambulacraires sont trigéminées. les paires de pores sont arrangées en arcs presque verticaux formant une bande adradiale. Un tubercule primaire orne chaque plaque composée près de la zone à pores, plus un petit tubercule perradial. 
Les plaques interambulacraires portent en leur centre un tubercule primaire et un petit tubercule secondaire de chaque côté. L'encore plus petits tubercules secondaires et miliaires peuvent venir combler les vides restants. 
Les tubercules primaires sont imperforés et distinctement crénulés. 
De larges fosses en forme de cale sont présentes le long des sutures horizontales interambulacraires. De plus petites fosses triangulaires sont visibles à la triple suture ambulacraire en bas du perradius. 
Le péristome est petit, avec des encoches buccales très réduites. 
Les radioles sont courtes et simples. 
La lanterne d'Aristote est camarodonte.

## Taxonomie
Selon World Register of Marine Species (25 avril 2014) :
- Temnopleurus alexandri (Bell, 1880) -- Australie orientale et  peut-être judsqu'en Indonésie (Fond blanc, radioles non annelées mais pouvant être bicolores, de vert à pourpre, parfois blanches)
- Temnopleurus apodus (A. Agassiz & H.L. Clark, 1906) -- Mer de Chine
- Temnopleurus decipiens (de Meijere, 1904) -- Australie, Indonésie et Philippines (radioles annelées de brun-rouge, petite taille)
- Temnopleurus hardwickii (Gray, 1855) -- Mer jaune, mer de Chine et Japon
- Temnopleurus michaelseni (Döderlein, 1914) -- Sud et ouest de l'Australie
- Temnopleurus reevesii (Gray, 1855) -- Du Japon à l'Australie et peut-être Afrique de l'est (radioles unies, anus excentrique)
- Temnopleurus toreumaticus (Leske, 1778) -- Indo-Pacifique tropical et subtropical (discontinu, peu corallien ; radioles annelées de vert et de brun au moins adoralement)

- Temnopleurus iranicus Douglas, 1928 †
- Temnopleurus latidunensis Clegg, 1933 †
- Temnopleurus persica Clegg, 1933 †
- Temnopleurus sundaicus Jeannet, in Lambert & Jeannet, 1935 †

Le symbole † indique un taxon éteint.

## Galerie

Test de Temnopleurus alexandri.
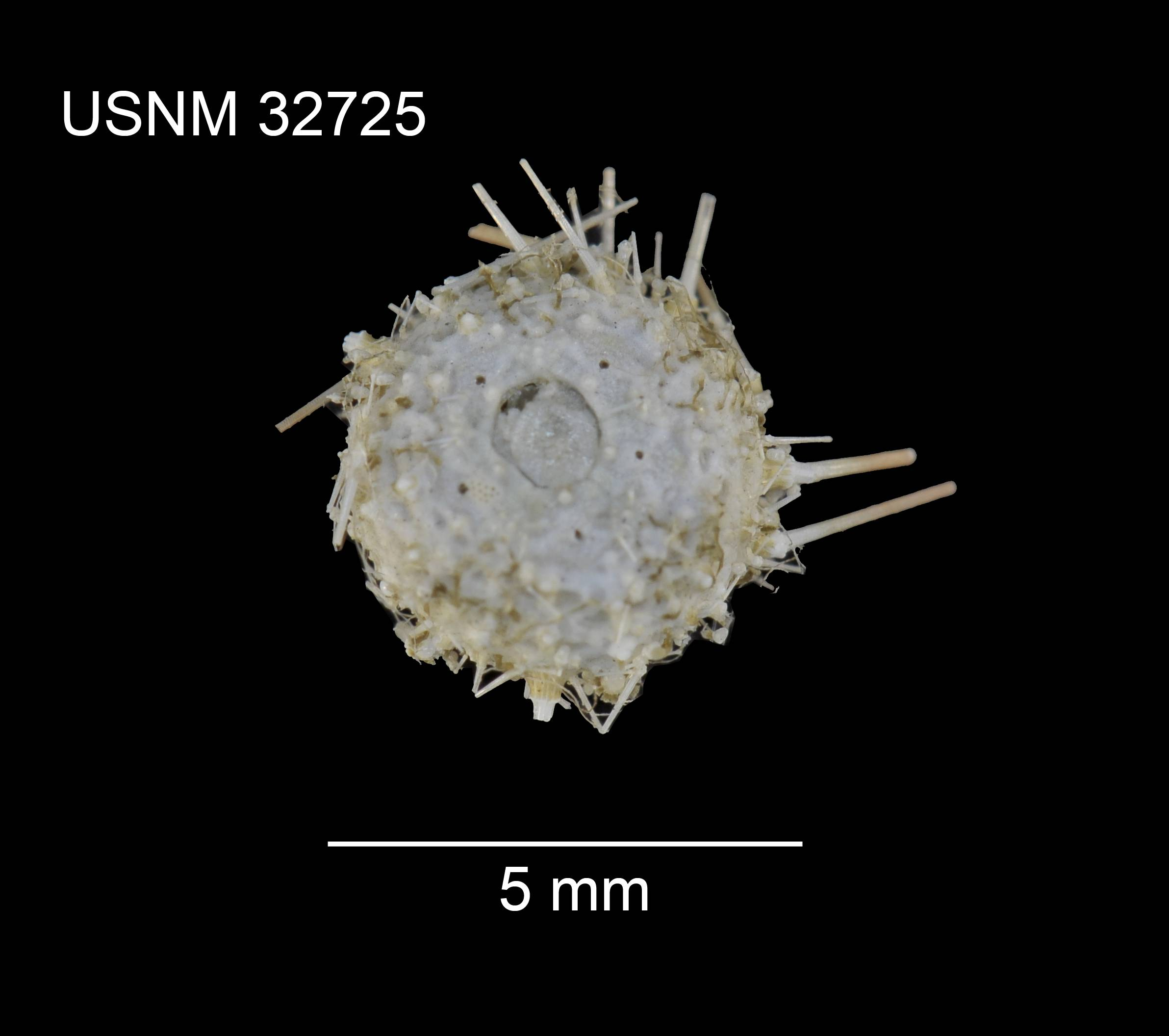
Test de Temnopleurus apodus.
Temnopleurus hardwickii impressus
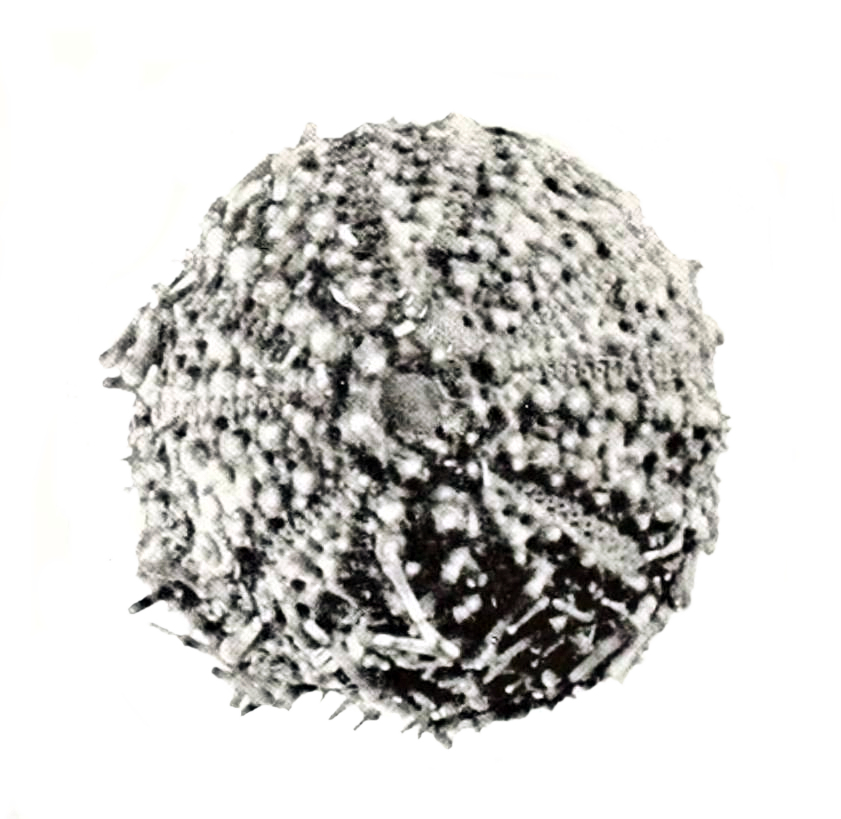
Test de Temnopleurus michaelseni.
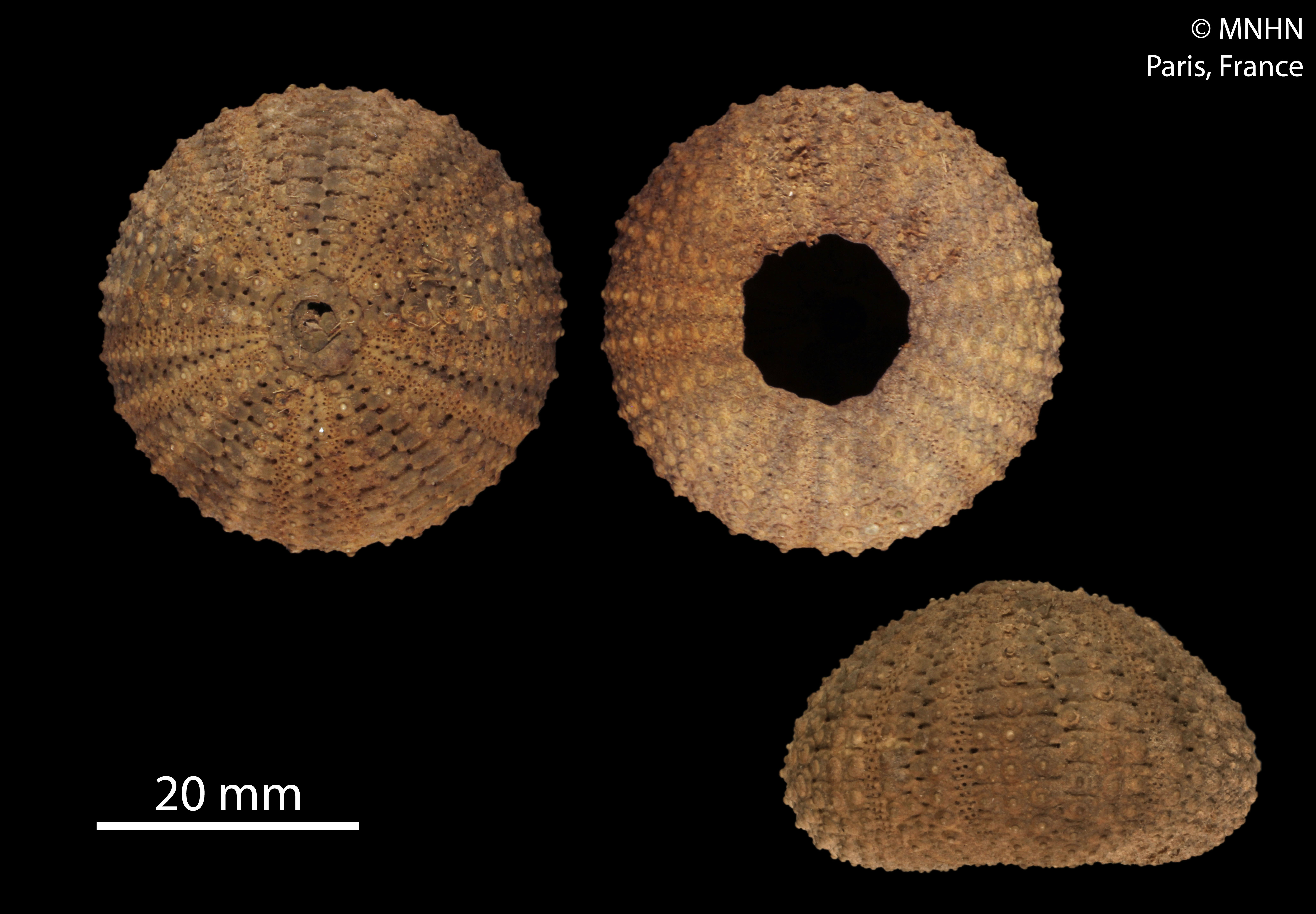
Temnopleurus toreumaticus (MNHN).
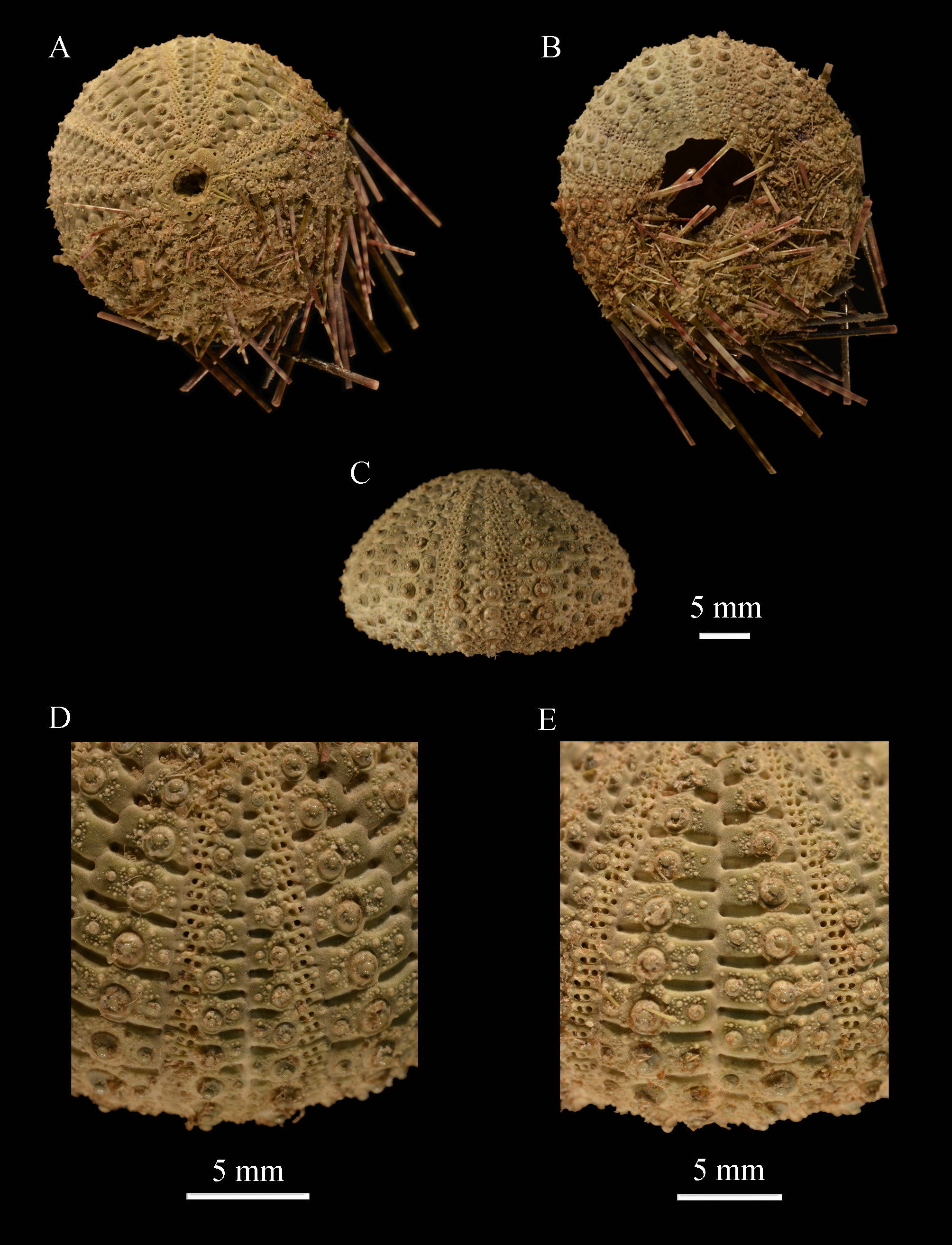
Temnopleurus toreumaticus, test et radioles.